# Cilembang
Cilembang is een bestuurslaag in het regentschap Kota Tasikmalaya van de provincie West-Java, Indonesië. Cilembang telt 14.665 inwoners (volkstelling 2010).